# Ülker
Az Ülker egy török élelmiszeripari cég, mely főként édességeket gyárt: kekszféleségeket, csokoládét, süteményféleségeket, cukorkát. A cég 78 országba exportál, többek között Magyarországon is kaphatóak a termékeik. Újabb termékei közé tartozik a Cola Turka, melyet 2003-ban vezettek be a török piacra. Az üdítőital reklámfilmjeiben Chevy Chase amerikai színész szerepel, és török források szerint a Coca-Cola kénytelen volt 10%-kal csökkenteni árait a Cola Turka sikerének köszönhetően.
2004-ben az Ülker kapta a European Candy Kettle Club „Az év európai édességgyártója” díját. A cég 2008-ban vásárolta meg a híres Godiva csokoládémárkát 850 millió dollárért a Campbell Soup Co.-tól.
Az Ülker több török sportegyesületet is szponzorál, például a Fenerbahçe kosárlabda csapatát (Fenerbahçe Ülkerspor).

## Története
Az Ülkert 1944-ben Sabri Ülker alapította egy kis pékség formájában Isztambulban, 1948-ban nyílt meg az első gyár. Az 1970-es években kezdett el terjeszkedni, először a Közel-Keletre exportált. A 20. század végére már nem csak édességet, de margarint, étolajat és tejtermékeket is gyártott. A cég 2002-ben nyitott az üdítőitalok felé, 2003-ban pedig a tradicionális török kávé is felkerült a gyártott termékek közé.
A cégnek jelenleg több mint 11 ezer alkalmazottja van, 2001-ben az ötödik legsikeresebb gyártó volt Törökországban, megelőzve a Coca Colát, mely a kilencedik volt. Az Ülker bevételei meghaladják a másfél milliárd dollárt.

## Hivatkozások

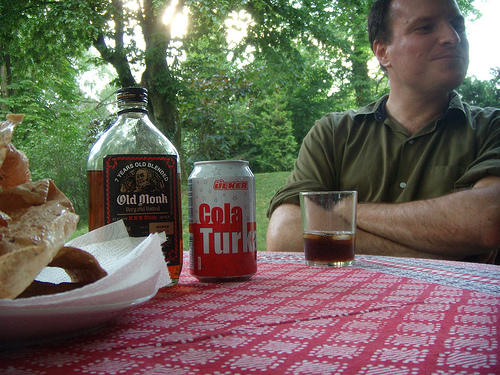
Egy doboz Cola Turka az asztalon

## Külső hivatkozások
- (törökül) (angolul) Hivatalos honlap